# Hình tượng con ngựa trong văn hóa
Hình tượng con ngựa hiện diện từ sớm trong văn hóa Đông-Tây, con ngựa là một trong những loài vật được con người thuần hóa và sử dụng trong đời sống hàng ngày và loài vật gắn liền với chiến trận là con vật cưỡi gắn liền với các vị tướng, danh nhân. Hình ảnh con ngựa còn là chủ đề cho các môn nghệ thuật như hội họa, điêu khắc, thơ văn... Đối với văn hóa phương Tây, ngựa gắn liền với nhiều biểu tượng thần thoại và gắn liền với hình ảnh Nhân Mã trong 12 Cung Hoàng đạo.
Ngựa là một trong 12 con giáp của văn hóa phương Đông (ngọ), cũng nằm trong số lục súc theo quan niệm của văn hóa một số nước. Ngựa là hình tượng đặc trưng cho phương Bắc, là biểu tượng cho sự trung thành và tận tụy đồng thời là biểu tượng cho tài lộc, thành công, hình ảnh con ngựa tung vó hý vang biểu tượng cho sự kiêu hãnh và tự do và thanh khiết.

## Khái yếu
Ngựa (Equidae), họ thú có guốc lớn, thuộc bộ Guốc lẻ (Perissodactila), chúng được các dân tộc thuần dưỡng ở những thời gian sớm muộn khác nhau và đến nay ngựa nhà đã phân bố rộng khắp thể giới với những ngoại hình, kích thước và màu sắc khác nhau với khoảng 200 giống ngựa được dùng để sử dụng trong nhiều mục đích như cưỡi, kéo xe, thồ hàng, làm ngựa chiến, ngựa đua.
Ngựa được dùng cho việc kéo, chở, thồ hàng, cày ruộng. Ở Scotland, Hà Lan, Mỹ, Canađa, ngựa lùn được dùng dưới hầm mỏ đế kéo than từ vỉa quặng, kéo thuyền dọc kênh đào. Ngựa cũng được sử dụng trong họạt động thể thao, nghệ thuật. Từ 1500 năm trước Công nguyên, cuộc đua xe ngựa đã diễn ra tại Hy Lạp. Vào thế kỷ thứ VII TCN, các cuộc đua xe bốn ngựa là một môn trong Đại hội thể thao Olympic. Sau đó, người La Mã đã đua ngựa trên các vũ đài đặc biệt gọi là xiếc. Đua xe bốn ngựa trở thành một môn trong Đại hội thể thao Olympic lần đầu năm 776 trước Công nguyên. Cuối thế kỷ XI, những cuộc đua ngựa trên đất bằng được tổ chức tại Anh. Ngày nay, ngoài đua ngựa, còn nhiều môn thể thao khác như: ngựa việt dã vượt rào, ngựa nhảy qua chướng ngại vật, lội nước...đặc biệt là môn mã cầu - polo (cưỡi ngựa đánh bóng).
Từ thế kỷ XVIII, xiếc ngựa đã có ở nhiều nơi như: ngựa tìm đồ vật, ngựa làm toán, nhảy múa theo nhạc, đi và nhảy bằng hai chân sau, nhảy dây, di chuyển đội hình, lao qua vòng lửa, đi trên bán cầu trơn không ngã; tung hứng trên lưng ngựa. Ngựa tuy hoang dã, tự do nhưng con người có thể sử dụng, điều khiển ngựa để đạt được mục đích cần thiết. Ngoài việc chạy đua và nhảy đua, môn thể thao lâu đời có ngựa tham dự là đi săn, xuất hiện khoảng 2500 TCN, Đây là môn thể thao yêu thích nhất của nước Anh và Mỹ hiện nay.
Tại những nơi địa hình hiểm trở, ngựa là phương tiện đi lại, tuần tra hữu hiệu của lính biên phòng, người ta còn dùng ngựa trong ngành cảnh sát, trong thí nghiệm khoa học, dịch vụ du lịch hoặc trong các lễ nghi trọng đại. Ngựa cho con người thịt để ăn, xương để nấu cao, làm thuốc; chế các loại huyết thanh chống nọc rắn, trị bệnh cứu người, kích thích sinh sản cho gia súc. Một số nước (Hà Lan, Hunggari) còn dành riêng cho ngựa một ngày Tết đặc biệt hàng năm.
Ngựa đóng một vai trò quan trọng trong lịch sử Trung Quốc. Từ 2450 năm trước Công nguyên đã xuất hiện tượng ngựa và xe hai bánh do ngựa kéo. Ngựa Trung Quốc phần lớn là mua trực tiếp từ các bộ lạc du mục tây bắc như Đột Quyết, Hung Nô, Mông Cổ. Trong thời Tây Chu cũng như Đông Chu, chiến tranh giữa các chư hầu xảy ra liên miên. Trong các cuộc chiến tranh đó ngựa đóng một vai trò rất quan trọng, nên những người nuôi ngựa giỏi và những lái buôn ngựa rất được coi trọng. Chẳng hạn như Lã Bất Vi thời Tần vốn là một lái buôn ngựa rất được tin dùng. Hay như tướng Mã Viện thời Hán là người sành ngựa nổi tiếng, vốn là người nuôi ngựa. Con ngựa được coi trọng như vậy trong cuộc sống lúc bình thường cũng như lúc chiến trận và ngựa chiếm một địa vị quan trọng trong đối tượng miêu tả của các họa sì nhiều thời đại trên đất Trung Quốc.
Ngựa là con vật thông minh, khôn ngoan sống gần người và được con người yêu quý trong đời sống vất vả mà còn kề vai sát cánh cùng con gười xông pha nơi trận mạc. Ngựa đã đi vào văn học dân gian trong lịch sử và văn hoá nghệ thuật. Xuất phát từ chính đặc điểm tự nhiên của loài ngựa mà hình tượng con ngựa luôn hiện diện với vẻ đẹp trong cách nhìn của con người phản ánh qua lăng kính văn hóa. Ngựa có dáng vẻ đẹp đẽ, mạnh mẽ, sung mãn mà thanh nhã, hiền lành, ngựa đó đức tính trung thành với con người, nhiều con ngựa được coi là con vật có tình nghĩa.
Ngựa là động vật gắn với đời sống của con người từ rất lâu trong lịch sử, ngựa đã trở thành người bạn, người giúp việc trung thành của con người, được con người yêu quý. Nhiều nơi trên thế giới con ngựa là hiện thân của năng lực, may mắn, hạnh phúc, quyền thế là biểu tượng cho sự mau lẹ, sức mạnh, nghị lực, sáng tạo, giàu sang Ngựa cũng là loài vật tượng trưng cho sức mạnh, sự trung thành, táo bạo và sức sống mãnh liệt.
Trong số mười hai con vật biểu tượng của mười hai con giáp con ngựa biểu tượng của năm Ngọ - là một trong những con vật được con người coi trọng và sử dụng nhiều nhất. Ngựa mang hình tượng văn hóa phương Đông, là biểu tượng cho sự trung thành tận tụy đồng thời là biểu tượng cho may mắn, tài lộc thành công. Hình tượng ngựa biểu trưng sự gia tăng tiền tài và thăng quan tiến chức với câu Mã đáo thành công, xuất phát từ điển tích của người Trung Hoa sử dụng Ngựa làm phương tiện vận chuyển. Cho nên có Ngựa thì di chuyển nhanh hơn, dễ hơn, hiệu quả hơn có Ngựa thì sẽ thành công. Hình tượng ngựa xuất hiện và là chủ đề khá quen thuộc trong văn học nghệ thuật hội họa, điêu khắc, kiến trúc
Hình ảnh Ngựa trong lịch sử luôn gắn liền với những bậc võ tướng, danh nhân, lãnh đạo tài ba lỗi lạc với những chiến công phi phường. Hình ảnh của Thành Cát Tư Hãn luôn gắn với tuấn mã, viên tướng nhà Hán là Hàn Tín không thể thiếu ngựa thậm chí đến cả nhà sư Tam Tạng khi đi thỉnh kinh thì cũng phải ngồi trên lưng ngựa. Những danh tướng lẫy lừng trên lưng ngựa, từng chinh phục một vùng đất rộng lớn thuộc nhiều quốc gia trong một thời gian dài như: Alexander Đại đế, Napoleon Bonaparte hoặc những viên võ tướng như Lã Bố, Quan Vũ, Mã Siêu, Ngay cả khi ở chiến khu Việt Bắc, Hồ Chí Minh và các tướng lĩnh quân đội thường nhiều lần cưỡi ngựa đi công tác và ngựa cũng đã trở thành bạn đồng hành sớm hôm leo đèo, lội suối do đó trong nghệ thuật có nhiều tác phẩm điêu khắc đã tạc tượng nhiều tượng danh nhân ngồi trang trọng trên lưng ngựa: Peter Đại đế ở St Petersburg, Quang Trung ở Quy Nhơn… và về nghệ thuật hội họa có nhiều tranh như họa sĩ John Collier vẽ tranh (Nàng Godiva trên lưng ngựa), Từ Bi Hồng (Trung Quốc), Nguyễn Tư Nghiêm, Đỗ Đức (Việt Nam).

## Trong thần thoại
Ở Triều Tiên có ngựa Ngựa thần Chollima (Thiên Lý Mã) xuất hiện trong thần thoại châu Á: Giống như loài ngựa trắng có cánh Pegasus của thần thoại Hy Lạp, Chollima trong văn hóa dân gian châu Á cũng sở hữu đôi cánh sải rộng. Bốn con ngựa của Apocalypse trong Thần thoại Kitô giáo: Chúng là biểu tượng của sự chinh phục, chiến tranh, nạn đói và cái chết.
Trong thần thoại Hy Lạp có con ngựa Pegasus trong thần thoại Hy Lạp cổ đại, sau khi giúp đỡ người anh hùng Hy Lạp Bellerophon đánh bại Chimera, Zeus đã biến ngựa Pegasus thành một chòm sao và cho nó một vị trí trên bầu trời. Ngoài ra có điển tích Con ngựa thành Troia. Truyền thuyết Hy Lạp cổ đại có nêu Mười hai kỳ công của Heracles trong đó có hai kỳ công liên quan đến ngựa là thuần phục đàn ngựa cái của Diomedes: Bốn chú ngựa cái của Diomedes gồm: Podagros, Lampon, Xanthos và Deimos. Chúng có sở thích ăn thịt người. Heracles đã khiến bốn con ngựa ăn thịt chính chủ nhân của chúng rồi thuần phục chúng.
Heracles được chỉ thị phải mang về cho Erystheus đàn ngựa cái của Diomedes - vua trị vì xứ Thracia. Những con ngựa ăn thịt các vị khách lữ hành khi họ phạm sai lầm không chịu đón nhận lòng hiếu khách của Diomedes. Thần thoại kể rằng Heracles đã dẹp yên đám ngựa hung bạo này khi cho chúng ăn thịt chính người chủ của chúng, ăn được nửa chừng thì chúng phát hiện đây là chủ của mình và đuổi theo Heracles. Heracles sớm gom chúng lại và lùa chúng lên tàu cho Tiryns. Sau khi đưa chúng về trình diện Eurystheus, Heracles thả chúng đi. Cuối cùng bầy ngựa cũng bị con gái của ác điểu Stymphalus ăn thịt trong 1 lần đi lạc.
Một kỳ công khác là dọn Chuồng ngựa của Augeas. Augeas có một bầy ngựa đông đến nỗi lượng phân chúng thải ra qua bao năm kết thành một lớp dày đặc bao phủ toàn bộ Peloponnesus. Heracles đã rửa sạch các chuồng ngựa của vị vua Augeas chỉ trong một ngày. Thay cho việc dùng xẻng và miếng hốt phân như Eurystheus tưởng tượng, Heracles làm thay đổi dòng chảy của hai con sông chảy qua chuồng ngựa, và công việc được hoàn tất mà không làm bẩn tay chàng.
Thần thoại Hy Lạp còn có hình ảnh về Nhân mã là một sinh vật trong thần thoại Hy Lạp có nửa thân trên của người và toàn bộ phần dưới của ngựa. Trong thần thoại Hy Lạp, nhân mã cùng tồn tại với con người, các anh hùng và các thần nhưng sống tại vùng núi của Thessalía. Theo thần thoại Hy Lạp, một vị vua tên là Ixion dám tán tỉnh Hera, vợ thần Zeus. Thần Zeus tức giận bèn lừa Ixion bằng cách tạo ra một cụm mây giống hình dạng Hera - đây là thần Nephele. Ixion lấy Nephele, sinh ra một quái vật tên là Centaurus. Centaurus cùng với những con ngựa trên vùng núi Thessalía sinh ra dòng giống nhân mã.
Trong văn hóa Trung Quốc có hình tượng về Bạch Long Mã là một con ngựa trắng có nguồn gốc từ con rồng. Bạch Long Mã (chữ Hán: 白龍馬) hay Tiểu Bạch Long là con của Tây Hải Long Vương (em Đông Hải Long Vương) là đồ đệ thứ tư của Đường Tăng đi thỉnh kinh ở Tây Thiên trong tiểu thuyết Tây du ký của Ngô Thừa Ân. Do có lỗi lầm nên Quan Thế Âm Bồ Tát đã cho phò giá Đường Tăng để chuộc lại những lỗi lầm đã gây ra. đã ăn thịt con ngựa mà Đường Tăng cưỡi nên đã bị Ngộ Không tìm đến đòi mạng. Võ công của ông và Ngộ Không là một trời một vực nên ông đã sớm thất bại và rút xuống nước. Sau đó, Quan Âm Bồ Tát đã gọi lên để Tiểu Bạng Long đi theo phò giá Đường Tăng. Khi phò giá Đường Tăng nó là một con ngựa và rất ít khi cùng các sư huynh tham gia chiến đấu với yêu quái.
Tuy nhiên, đó đây vẫn có những truyền thuyết không được đẹp về loài ngựa. Trong thần thoại Bắc Âu còn có con vật Kelpie là quái vật tới từ các con sông và hồ ở Scotland. Nó thường được gọi là ngựa nước (hà mã) bởi hình dáng bên ngoài trong giống một con ngựa bạch. Nhờ vẻ ngoài đẹp rạng rỡ mà Kelpie đánh lừa rất nhiều người, một khi cưỡi lên, nó sẽ đưa nạn nhân tới chỗ nước sâu và ăn thịt. Một dị bản khác của Kelpie là quái vật Glashtyn trên đảo Nykur, Ireland. Ở Philippines còn có truyền thuyết về quái vật Tikbalang, là ngựa quỷ trong tín ngưỡng dân gian. Con quỷ này có đầu và chân ngựa, cơ thể người và các chi rất dài. Chúng ẩn trốn trong rừng, đặc biệt rất hay cưỡng hiếp phụ nữ và để họ mang thai ngựa quỷ Tikbalang con.
Ngoài ra còn có Quái vật Jersey hay là một sinh vật huyền bí hay thuộc dạng quái vật được cho là đã xuất hiện ở Pine Barrens tại miền Nam New Jersey, Mỹ từ những năm 1800 cho đến tận thế kỷ XX. Quái vật này thường được mô tả như một loài động vật có móng vuốt và biết bay, cánh giống như cánh dơi và đầu giống đầu ngựa. Quái vật Jersey được cho là thủ phạm của những vụ phá hoại hoa màu, những dấu chân lạ và những âm thanh khủng khiếp.

## Trong tín ngưỡng

### Trên thế giới
Trong quan niệm cổ xưa, ngựa là con vật có bản tính mau lẹ, hăng hái, sung mãn, được xếp dưới nguyên lý Dương của tự nhiên, và được coi là biểu trưng cho yếu tố hỏa. một số nơi người ta dùng biểu tượng ngựa để tượng trưng cho Mặt Trời, có nơi, ngựa là vật hiến tế trong tín ngưỡng thờ thần Mặt Trời. Sự mau lẹ của con ngựa cùng với sức mạnh và năng lực có thể đi được chặng đường rất xa của nó khiến cho người ta gán cho nó những tên gọi như Gío Tây, Chân Mau, Tia Chớp, Thiên Lý Mã, Phi Mã… Người Phương Tây quan niệm rằng ngựa có cánh xuất phát từ con ngựa có cánh của thần thoại Hy Lạp.
Tại Tây Âu, Nam Á, mơ thấy ngựa hoặc ra đường gặp ngựa là điềm may. Bộ tộc Bouriate có tập tục buộc ngựa của người mắc bệnh vào gần chỗ bệnh nhân nằm để chóng khỏi. Người La Mã thường cúng thần Mars một con ngựa trước cuộc xuất binh hoặc mùa thu hoạch để hy vọng thắng lợi. Người theo đạo Hindu cho rằng ngựa gần với các vị thần. Ở Aiien, trong ngày lễ thánh Jean, người nông dân hân hoan rước và chào đón một chú ngựa to làm bằng gỗ, mà theo họ là biểu tượng cho tất cả gia súc. Ngựa là linh vật liên quan mật thiết với nước. Người Nam Âu quan niệm con ngựa nào đi qua vùng hạn hán mà đột nhiên dừng lại, đập mạnh ngón chân xuống đất thì trời sắp mưa hoặc có mạch nước ngầm gần đó.

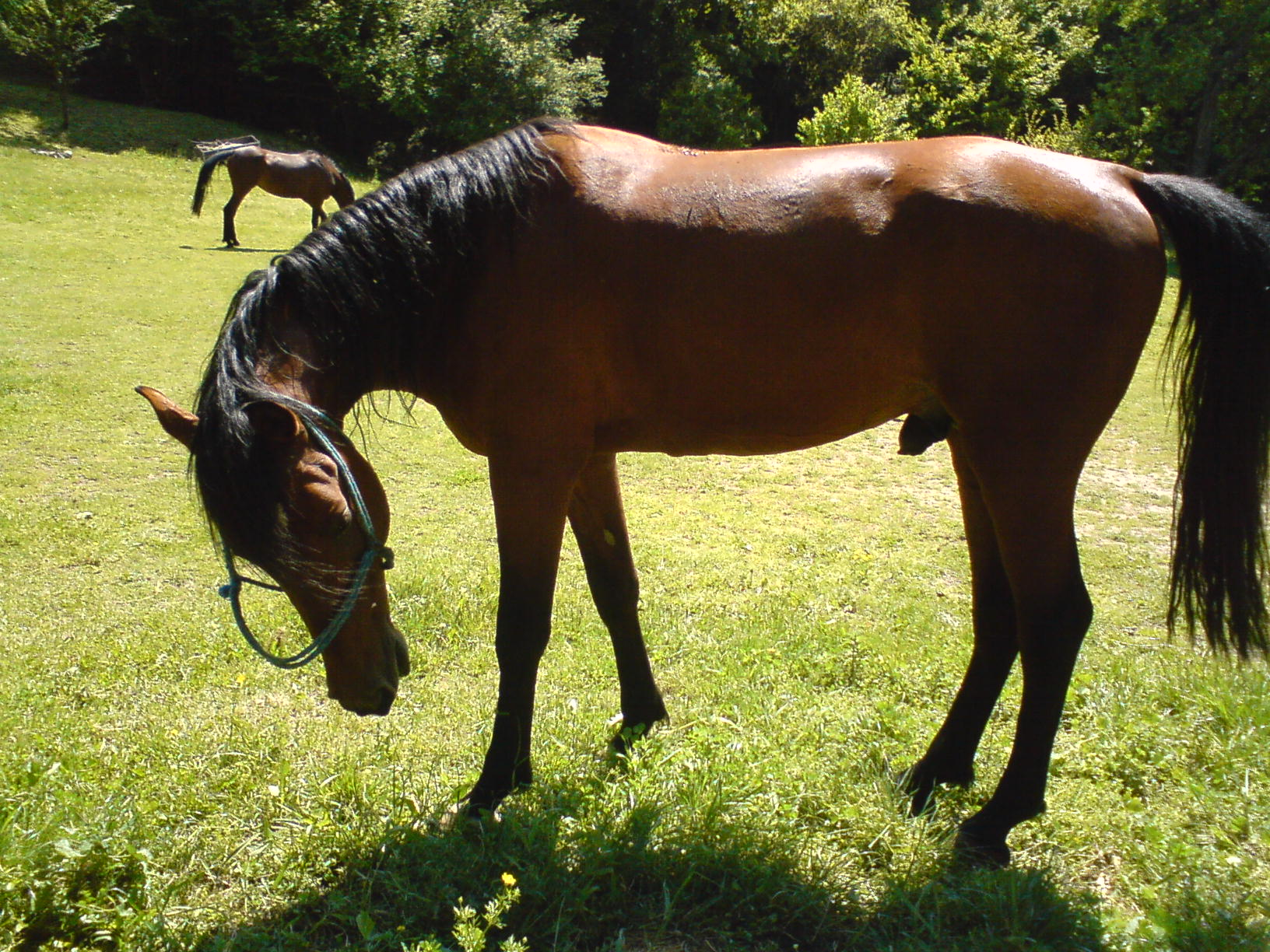
Một con ngựa

Cư dân Hồi giáo ở Đông Nam Á cũng có tục thờ ngựa, họ coi ngựa là con vật linh thiêng. Ngựa là một trong những chòm sao của hoàng đạo phương Tây, nó được hình tượng hoá qua người bắn cung Sagittarius xuất hiện ở vòng cung thứ chín dưới dạng hình nhân mã, cũng tương tự như cung ngọ trong mười hai cung của phương Đông. Từ con vật đời thường, với bản tính tốt đẹp mà con người đã gán cho nó, thần thánh nó, huyền thoại nó do đó ngựa đã trở thành hình tượng nghệ thuật, trở thành con vật linh thiêng, hoá thân vào đời sống văn hoá tâm linh.
Bộ tộc Bambara ở Mali trong các lễ cầu mưa thường cưỡi những con ngựa gỗ có cánh tượng trưng cho các thần linh mà họ cầu khẩn đem mưa tới. Ngư dân ở Ấn Độ, Hy Lạp, Nga... muốn đánh bắt được nhiều cá thường cúng dâng ngựa cho thần biển, thần sông. Theo người Mông (Việt Nam), ngựa là vật duy nhất hóa thành chiếc cáng đưa người chết về cõi vĩnh hằng. Ngựa còn là biểu tượng cho sự mau lẹ, sức mạnh, nghị lực, sáng tạo, giàu sang. Dân Mông Cổ coi ngựa là điển hình của sự thông tuệ và hùng hậu. Các bộ tộc Ural - Altai (Bắc Á) coi ngựà là biểu tượng tươi trẻ, là chủ thể sung mãn trong sinh sản.
Một dáng hóa thân khác của kỳ lân là con long mã, bao giờ cũng được thể hiện chạy trên sóng nước (lấy từ tích Vua Vũ trị thủy). Người ta thường hiểu rằng: long là rồng, rồng thì bay lên, nghĩa là tung, tượng trưng cho kinh tuyến, thời gian - mã là ngựa, chạy ngang, là hoành, tượng trưng cho vĩ tuyến, không gian. Như vậy long mã tượng trưng cho sự tung hoành của nam nhi, cho thời gian và không gian, long mã chạy là biểu hiện cho vũ trụ vận động, đồng thời tượng trưng cho thánh nhân. Ở Việt Nam còn có đền Bạch Mã - thờ thần chính khí Long Đỗ, hay thành hoàng Hà Nội gốc. Ngựa trắng - là biểu tượng thần thoại của mặt trời.

### Phật giáo
Trong Phật giáo, ngựa là biểu tượng của sức mạnh và sự nỗ lực trong việc thực hành pháp. Nó cũng tượng trưng cho khí (prana) mà nó chạy xuyên khắp cơ thể và là phương tiện di chuyển của tâm. Cái được gọi là “ngựa gió” là biểu tượng của tâm. Tâm có phương tiện đi lại của nó là gió, và nó có thể được cưỡi đi. Điều đó muốn nói rằng chúng ta có khả năng kiểm soát tâm và gió và hướng dẫn chúng theo bất kỳ chiều hướng nào và ở bất kỳ tốc độ nào mà chúng ta muốn. Trong Phật giáo có con ngựa Kantaka, con ngựa của thái tử Siddhartha Gautama. Khi thái tử rời hoàng cung xuất gia làm ẩn sĩ, con ngựa của ông ta nhận thấy rằng nó sẽ không bao giờ còn gặp lại chủ nhân của mình nữa nên đã vỡ tim mà chết. Nó sau đó đã sanh về một trong các cõi trời.
Tiếng hí của một con ngựa cũng là biểu tượng sức mạnh của Đức Phật để đánh thức tâm ngái ngủ trong việc thực hành pháp. Có một vài câu chuyện về Bồ-tát Lokesvara hóa thành hình thù một con ngựa để cứu giúp chúng sanh. Trong nghệ thuật tranh tượng Phật giáo, ngựa nâng đỡ tòa ngồi của Bảo Sinh Phật (Ratnasambhava). Ngựa cũng là phương tiện của nhiều vị thần khác và những vị hộ pháp, chẳng hạn như Mahali; và có những vị thần mặt ngựa chẳng hạn như Hayagriva. Tất cả các nhân vật cứu thế đều cưỡi những con tuấn mã như thế và là vật cưỡi của Đức Phật trong Cuộc ra đi vĩ đại ngựa trắng cuối cùng, không có kỵ sĩ, đã trở thành biểu tượng của bản thân Phật Thích Ca Mâu Ni. Motif này cũng thấy trong tranh Đông Hồ: Con ngựa không có người cỡi mà lại có lọng che rất trang nghiêm.
Cũng có thể thấy nguồn gốc của nó (Kiền Trắc Mã) và Bạch mã của Phật giáo liên quan đến sự kiện: năm 67, hai Thiền sư Nhiếp Ma Đằng và Trúc Pháp Lan dùng ngựa trắng chở kinh Phật từ Tây Trúc sang Lạc Dương (Trung Quốc), đánh dấu việc khởi truyền Phật pháp ở xứ Đông Độ, ngựa trắng biểu thị cho sự phổ hóa Phật pháp. Tương truyền nước Thiên Trúc có già-lam tên Chiêu Đề, quốc vương nước đó đã ra lệnh triệt hạ các ngôi chùa, chỉ có chùa Chiêu Đề chưa bị phá. Đêm đó, có con ngựa trắng đi vòng quanh tháp kêu hí buồn bã, vua liền dừng việc phá hủy mà đổi tên chùa Chiêu Đề thành chùa Bạch Mã. Về sau, các chùa khác khi lập nên cũng hay dùng tên này.
Ngoài ra, Thăng Long cổ tích khảo có chép truyền thuyết về con ngựa trắng đã giúp Lý Thái Tổ xây thành Thăng Long theo đó, Lý Thái Tổ đắp thành mấy tháng không xong. Một đêm nằm mộng thấy một con ngựa trắng nói tiếng người: “Mạch đất Long Biên rất thiêng, nay đắp thành, mạch sẽ tắc... nên cho đào một cái cừ thông sang sông Thiên Phù và Tô Lịch để mạch lưu thông, nếu không chỉ phí công”. Tỉnh giấc, vua bèn làm như lời ngựa trắng. Thành xây được.
Khi hoàn tất có con ngựa trắng hiện cạnh thành. Quân sĩ đuổi đi, ngựa chạy đến đền Long Đỗ thì mất dấu. Vua cho đó là hiện thân của thần Long Đỗ và phong là Bạch Mã đại vương. Và theo Đại Việt sử ký toàn thư lại có con “Bạch Long thần mã” biết trước lúc nào vua ra đi. Dấu ấn Bạch mã trở nên rất sâu sắc đối với văn hóa Đại Việt đời Lý, thậm chí ông vua Phật tử này đặt tên con trai mình là Lý Phật Mã (tức Lý Thái Tông sau đó).

### Ấn Độ giáo
Đạo Veda của Ấn Độ có vị thần Ashvin hiện thân cho tri thức mang dáng đầu người mình ngựa (nhân mã). Hình tượng con ngựa cũng có mối quan hệ mật thiết đến các vị thần thiên tượng của Hindu như: cỗ xe của thần Mặt Trời Surya kéo bởi một hay bảy con ngựa được ghi trong Rig-Veda mà theo một số nguồn tư liệu những con ngựa này có màu trắng hay màu cầu vồng. Cỗ xe thần Gió Vayu cũng được kéo bởi hàng nghìn con ngựa.
Thần Kalki/Kalkin, vị thần biểu trưng cho tương lai, hóa thân thứ 10 của thần Vishnu là con ngựa trắng. Các thần Ashvin đầu ngựa liên quan với sự luân phiên đêm-ngày, là con trai của Saranya - vị nữ thần của những đám mây, vợ của thần Mặt Trời Surya. Họ biểu trưng cho ánh sáng chói lọi, sáng ngời của bình minh và hoàng hôn, hiện ra trên bầu trời trước rạng đông trong cỗ xe ngựa bằng vàng, mang châu báu đến cho con người, ngăn ngừa rủi ro, bất hạnh và bệnh tật.
Phần nào con ngựa cũng biểu trưng cho chu kỳ chuyển động của mặt trời, tức sự chiếu sáng, nguồn ánh sáng mang lại sự sống cho vạn vật, tiêu trừ những tai chứng, bệnh dịch. Hình tượng con ngựa ở đây dường như cũng bao hàm cả ý nghĩa lớn lao này. Con thiên mã màu trắng biểu thị cho bản năng đã được kiểm soát, được làm chủ, được thăng hoa, theo luân lý mới, nó là thành quả cao quý nhất của con người. Con ngựa là vật cưỡi, là phương tiện vận chuyển, là con tàu, và số mệnh của nó không thể tách rời số mệnh con người. Ở tột đỉnh của mọi sự thăng hoa, thăng thượng, con ngựa trắng là hình ảnh tượng trưng cho sự uy nghi, là vật cưỡi của các anh hùng, các thánh nhân, những người lập nên những kỳ công tinh thần. 

### Dân gian
Hình tượng ngựa không những được thể hiện thành những hình tượng trên bích họa hay trong các bức quốc hoạ kể trên, mà còn lắng đọng trong nhiều câu chuyện dân gian trong các dân tộc phương Đông cũng nhưi phương Tây. Trên đồ gốm cổ Việt Nam cũng trang trí những hình ngựa có cánh. Những con ngựa này được diễn tả trong tư thế đang bay trong không trung. Như thế, con ngựa trong nghệ thuật gốm Việt Nam cũng hoá thân vào huyền thoại, và ít nhiều nó đã mang màu sắc tôn giáo như con ngựa trong văn hoá Ấn Độ hay văn hoá Trung Quốc.
Câu chuyện "con ngựa thành Troa" có nguồn gốc từ thần thoại Hy Lạp. Còn câu chuyện "tái ông thất mã " lại là một câu chuyện từ phương Đông nói lên triết lý họa có thể trở thành họa, họa đó lại có thể trở thành phúc. Sự chuyển hoá cũng là vô tận. Về nhân tướng, theo quan niệm của Phương Đông thì những người sinh năm con ngựa thường có cá tính phóng khoáng, không căn cơ, có năng lực suy nghĩ độc lập và ít để bụng. Gặp việc gì họ cũng thường bắt tay làm ngay, không chần chừ do dự. Nhưng chính sự nhanh nhẹn đó lại cấu thành nên điểm yếu của họ: nóng vội và thiếu kiên nhẫn.

## Trong nghệ thuật
Trong các loài thú bốn chân thì loài vật đẹp nhất vẫn là con ngựa, cả về dáng, thế, hình. Con ngựa đã được đưa vào trong mỹ thuật từ rất lâu. Về đặc điểm, ngựa có nhiều màu như lông màu trắng gọi là ngựa bạch, đen tuyền gọi là ngựa ô, đen pha đỏ tươi là ngựa vang, đen pha đỏ đậm là ngựa hồng, tím đỏ pha đen là ngựa tía, trắng sọc đen là ngựa vằn, ngoài ra còn có ngựa xám, ngựa đỏ (Xích Thố mã)... Về cách đi đứng của con ngựa có nhiều động từ để diễn tả như: đi, bước, rảo, chạy, nhảy, kiệu, phóng, vút, phi (bay), tế, sải, lao, vọt, phốc, phi nước đại, phi nước kiệu, phi rạp mình, ngựa lồng... do đó trong nghệ thuật, Rất nhiều nhà điêu khắc tài hoa, họa sĩ nổi tiếng đã tạc tượng, vẽ tranh ngựa trên sách báo, đền đài, lăng tẩm. Nhiều nơi đều có tượng danh nhân ngồi trên lưng ngựa đặt trang trọng ở các quảng trường, công viên.
Hình ảnh con ngựa xuất hiện từ rất sớm trong các nền văn minh thế giới. Tuy nhiên, mỗi nơi lại có cách thể hiện khác nhau. Nhiều dân tộc trên thế giới, phương Đông cũng như phương Tây, con ngựa không những có một vị trí quan trọng trong cuộc sống hàng ngày mà đã đi vào thế giới tinh thần và thẩm mỹ, ngựa đã trở thành một biểu tượng của văn học và nghệ thuật từ Đông sang Tây từ rất lâu đời. Ngựa đã xuất hiện trong các tác phẩm hội họa suốt chiều dài lịch sử mỹ thuật. Trong nghệ thuật đương đại, ngựa ít được đề cập hơn bởi nó không còn chiếm vị trí quan trọng trong đời sống con người. Tuy vậy, trong hội họa, ngựa vẫn luôn là một đề tài lớn.
Ngựa sớm xuất hiện trong những bức tranh vẽ trên vách hang đá của ngườitiền sử, có những bức vẽ niên đại lên tới hàng nghìn năm, như bức vẽ được tìm thấy trong hang Lascaux ở miền tây nam nước Pháp có niên đại 16.000 năm. Bên cạnh những đề tài về thiên nhiên, con người, nhiều họa sĩ đã dụng công đầu tư công sức sáng tác tranh về các loài vật, trong đó có hình tượng con ngựa được tập trung miêu tả trên nhiều chất liệu: sơn dầu, thuốc nước, bột màu...Về tranh ngựa có họa sĩ Trung Quốc Từ Bi Hồng chuyên vẽ tranh ngựa và cùng nhiều danh họa phương Tây khác sáng tác nhiều chủ đề về ngựa.

### Phương Tây
Ngựa trên nhiều vùng trên thế giới nhiều di tích thời đại đá cũ cách ngày nay hàng mấy vạn năm ở châu Âu, châu Phi các nhà khảo cổ đã phát hiện những bức tranh vẽ trên vách núi, vách hang, thường được gọi là bích họa, hình những thú rừng. Trong đó có những bức bích họa nổi tiếng khắp toàn thế giới, như bức tranh ngựa ở hang Lauscaux. Cũng thuộc thời tiền sử, còn có khối đá vôi chạm nổi một con ngựa và một con vật hư cấu ở hang đá Rốc Đơ Xê. Những hình tượng ngựa cũng được thấy trong hội họa phương Tây từ thời phong kiến cho tới thời tư bản.
Hình ảnh ngựa cũng thường xuất hiện trong các tác phẩm nghệ thuật của người Hy Lạp cổ đại. Hình ảnh các chiến binh cưỡi ngựa ra trận thường trở đi trở lại. Trong thời kỳ Trung cổ, những trận đấu giữa các hiệp sĩ, kỵ sĩ trên lưng ngựa là một hình ảnh đẹp, thường được các họa sĩ như Paolo Uccello hay Albrecht Dürer khắc họa. Tranh khắc họa chủ đề chiến trận thường để ngựa tham gia vào các trận đánh. Bên cạnh ngựa lúc này là sự hiện diện của các chiến binh, kỵ sĩ, hiệp sĩ, cung thủ… Ở thời kỳ Phục hưng (bắt đầu từ thế kỷ XIV), hình ảnh ngựa lại tiếp tục khơi nguồn cảm hứng sáng tạo cho các họa sĩ như Paolo Uccello, Benozzo Gozzoli, Leonardo da Vinci, Albrecht Dürer, Raphael, Andrea Mantegna hay Titian… Người cưỡi muốn thể hiện sự hùng dũng, khí thế của một con ngựa chiến thì phải là một chiến binh. Ngay Leonardo da Vinci cũng đã bỏ ra 10 năm để nghiên cứu ngựa và có những họa phẩm xuất sắc về tranh ngựa.
Trong thời kỳ nghệ thuật Ba-rốc (bắt đầu từ thế kỷ XVII), hình ảnh ngựa được các họa sĩ như Peter Paul Rubens, Anthony van Dyck hay Diego Velázquez… khắc họa với vẻ đẹp lý tưởng. Kể từ đây, ngựa không chỉ còn giới hạn trong những đề tài quen thuộc mà còn bắt đầu xuất hiện trong một lĩnh vực mới, đó là thi đấu thể thao. Ở thời kỳ này, các cuộc đua ngựa bắt đầu được tổ chức rộng rãi trên khắp châu Âu và đem lại nhiều hứng thú cho các họa sĩ. Kể từ giữa thế kỷ XVIII, trường phái nghệ thuật Lãng mạn bắt đầu chiếm thế thượng phong, những họa sĩ người Pháp như Théodore Géricault hay Eugène Delacroix tiếp tục khai thác hình ảnh ngựa nhưng không còn gắn liền ngựa với chiến binh, kỵ sĩ hay quá đề cao sức mạnh của ngựa nữa. Lúc này, hình ảnh ngựa trở nên mềm mại, lãng mạn, như một đối sánh với vẻ đẹp của thiên nhiên hoặc con người. 

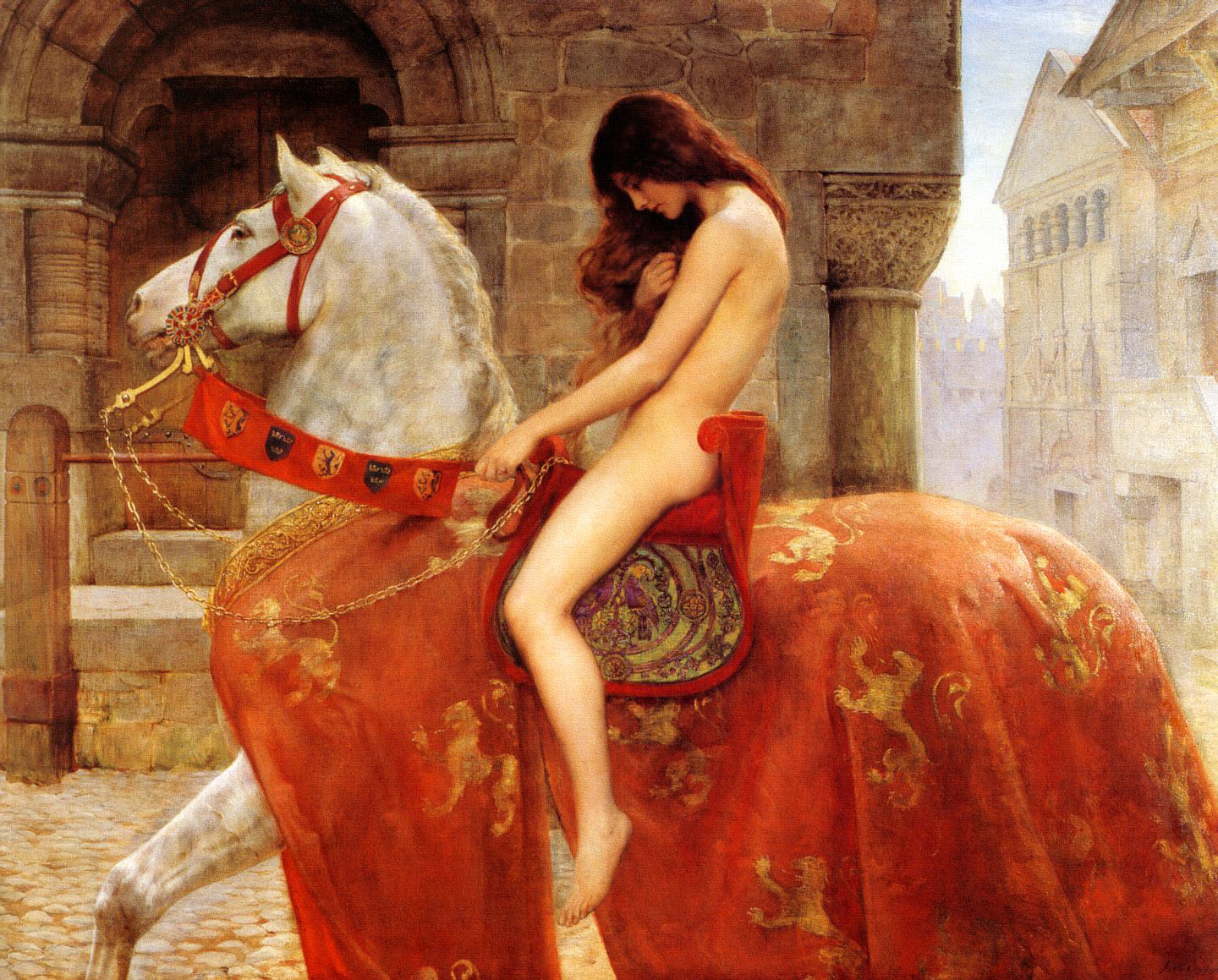
Một họa phẩm xuất sắc của John Collier về Nàng Godiva đang cưỡi trên một con ngựa trắng

Hình ảnh ngựa trong thi đấu thể thao trở thành đề tài phổ biến ở thế kỷ XIX với những họa sĩ quý tộc như Benjamin Marshall, James Ward, Henry Thomas Alken, James Pollard hay John Frederick Herring thường khắc họa ngựa tại các cuộc đua. Vào thế kỷ XIX, người châu Âu rất mê vẽ ngựa, tuy nhiên, tranh ngựa thật đẹp cũng hiếm. Giữa thế kỷ XIX, trường phái Ấn tượng ra đời cũng trùng khớp với giai đoạn phát triển môn thể thao đua ngựa, những họa sĩ nổi tiếng theo trường phái Ấn tượng như Manet, Degas hay Toulouse-Lautrec đều có hứng thú lớn với môn thể thao này. Vì vậy, họ cũng đưa khá nhiều hình ảnh ngựa vào tranh theo trường phái Ấn tượng. Nếu Manet thường khắc họa sự phấn khích trong hình ảnh ngựa đang đua thì Degas tập trung vào sự bồn chồn của ngựa trước khi xuất phát. Những tác phẩm mỹ thuật khắc họa cuộc sống của cao bồi miền Tây nước Mỹ trong thời kỳ này vốn rất quen thuộc với giới hội họa. Những họa sĩ Mỹ đến từ miền Tây như Frederic Remington hay C.M. Russell rất nổi tiếng với các tác phẩm khắc họa cao bồi miền Tây và những chú ngựa dũng mãnh.
Ở thế kỷ XX, nổi tiếng với dòng tranh ngựa có họa sĩ người Anh Alfred Munnings. Ông chuyên sáng tác tranh gắn với hình ảnh ngựa, bao gồm tranh về ngựa đua, chân dung ngựa, ngựa trong đời sống du mục và đời sống lao động ở nông thôn. Ở thời kỳ này, bên cạnh nghề phóng viên ảnh chiến trường mới bắt đầu xuất hiện, người ta còn có một nghề vốn đã tồn tại từ rất lâu, đó là nghề "họa sĩ chiến trường". Alfred Munnings chính là một trong những họa sĩ chiến trường nổi tiếng nhất thời kỳ này. Trong thời kỳ diễn ra Thế chiến I, ông được phân công đi theo lực lượng kỵ binh Canada đồn trú tại Pháp. Ông coi đây là một trong những trải nghiệm quý giá nhất trong cuộc đời hoạt động nghệ thuật của mình bởi được tiếp xúc trực tiếp với những chú ngựa trong quá trình vận động, chiến đấu… đã cho ông nhiều ý tưởng trong sáng tác dòng tranh về ngựa. Được truyền cảm hứng từ tranh của họa sĩ El Greco ở thời kỳ Phục hưng, Pablo Picasso - họa sĩ nổi tiếng đi theo trường phái Lập thể - cũng đưa ngựa vào trong tác phẩm của mình.
Một số bức họa về ngựa nổi tiếng như Bức "Trận đánh ở San Romano" của họa sĩ người Ý Paolo Uccello, vẽ năm 1435-1460. Bức tranh in khắc "Hiệp sĩ, Tử thần và Quỷ dữ" của họa sĩ người Đức Albrecht Dürer, vẽ năm 1513. Bức "Thánh Martin và người ăn mày" của họa sĩ người Tây Ban Nha El Greco vẽ năm 1597-1600. Bức "Chân dung khi cưỡi ngựa của công tước xứ Lerma", họa sĩ Peter Paul Rubens vẽ năm 1603. Bức "Chân dung của Hoàng đế Charles V trên lưng ngựa" do họa sĩ Anthony van Dyck thực hiện năm 1620. Bức "Một chú ngựa trắng" của họa sĩ Diego Velázquez, vẽ năm 1635. Bức "Bắt con ngựa hoang" của họa sĩ người Pháp Théodore Géricault, vẽ năm 1817. Bức "Quý bà Godiva" của họa sĩ người Anh John Collier, vẽ năm 1897. Bức tranh Ngựa trong cơn bão của Delacroix đậm nét bi thảm.
Trong số rất nhiều họa sĩ từng vẽ tranh về ngựa, nổi tiếng nhất ở phương Tây có họa sĩ người Anh George Stubbs (1724-1806). Ngựa trở đi trở lại trong tranh ông đến mức người ta gọi ông là "họa sĩ của những chú ngựa". Nổi tiếng có Bức "Ngựa cái và ngựa con" do George Stubbs vẽ năm 1763-1768. Bức "Đua lấy cúp vàng" vẽ năm 1834 của họa sĩ người Anh James Pollard. Bức "Trước khi vào cuộc đua" của họa sĩ người Pháp Edgar Degas, vẽ năm 1882-1884. Bức "Những cuộc đua ở Longchamp" của họa sĩ người Pháp Édouard Manet, vẽ năm 1864. Bức "Chợ bán ngựa" của họa sĩ người Pháp Rosa Bonheur, vẽ năm 1853-1855, theo trường phái Hiện thực. Bức "Buccaroos" vẽ năm 1902 của họa sĩ C.M. Russell. Bức "Cuộc tấn công của đội kỵ binh Flowerdew" do Alfred Munnings thực hiện năm 1918. Bức "Những con ngựa xanh to lớn" của họa sĩ người Đức Franz Marc, vẽ năm 1911, theo trường phái Biểu hiện. Bức "Cậu bé dắt ngựa" do họa sĩ người Tây Ban Nha Pablo Picasso vẽ năm 1906. Bức "Guernica" của Pablo Picasso, vẽ năm 1937.
Hình tượng trung tâm của tác phẩm nổi tiếng Guernica của Picasso là con ngựa. Trước Picasso không lâu, Ngựa bạch của Gauguin mang dáng dấp một con ngựa bị bỏ rơi, cô đơn, trong khi những con ngựa của Degas là thú vui nhàn tản của những người trưởng giả, những con ngựa trong gánh xiếc của Toulouse-Lautrec đầy màu sắc trang trí… Sau này những hình tượng ngựa của Alexander Calder, nhà điêu khắc Mỹ nổi tiếng, cũng như nhà điêu khắc Ý Marino Marini với những tác phẩm mang tính hiện đại, vẫn cho ta thấy nỗi ưu tư về sự hỗn mang sau Thế chiến II ở châu Âu.
Bộ phim hoạt hình nổi tiếng Pony bé nhỏ (My little pony)

### Phương Đông

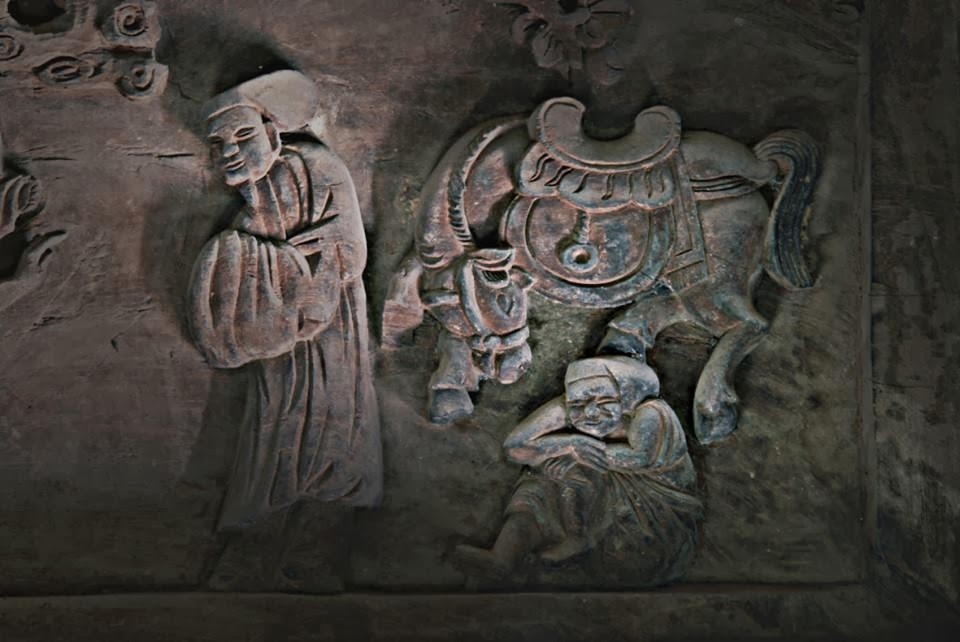
Cầu Hiền, đình Hoành Sơn, Nghệ An

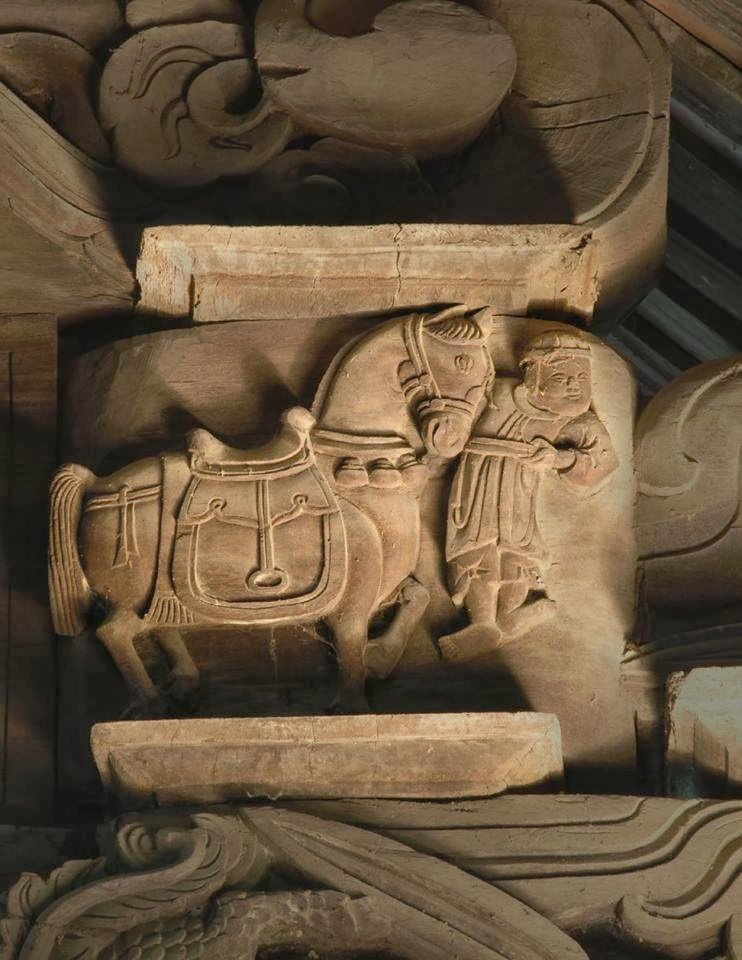
Quản ngựa, đình Hoành Sơn, Nghệ An

Trong lịch sử hội họa Trung Quốc đã xuất hiện nhiều họa sĩ vẽ ngựa nổi tiếng như thời Đường có Hàn Cán, Tào Bá, thời Nguyên có Trần Mạnh Phú. Họa sĩ Từ Bi Hồng là người đã vẽ những bức họa theo bút pháp quốc họa bằng mực tàu nhiều bức tranh về ngựa nổi tiếng. Trong những bức tranh ngựa Trung Quốc, phần lớn vẽ 3 tuấn mã đang phi nước đại. Còn có bức tranh "bát tuấn" đã được phổ biến rộng rãi trên đất nước Trung Quốc cũng như nhiều nước trên thế giới, trong đó có Việt Nam. Đây là bức tranh vẽ tám con tuấn mã của Chu Mục Vương là ngựa xích kỵ, đào ly, bạch nghĩa, du luân, sơn tử, cử hoàng, hoa lưu, duyên nhỉ là những ngựa kéo xe đưa vua đi thăm thú khắp nơi.
Người phương Tây nhìn hướng ngoại, còn ở phương Đông nhìn hướng nội. Người phương Đông mà đặc biệt là người Trung Quốc đã thể hiện con ngựa theo lối hình tượng, không giống thật, có chỗ thì cường điệu quá lên. Tranh ngựa của Từ Bi Hồng thấy con ngựa phi rất mạnh mẽ, bờm dựng lộng theo gió, bụi không vẽ cuồn cuộn mà như là những cơn lốc. Tranh độc mã hay quần mã của Từ Bi Hồng mang sắc thái độc đáo và sống động. Đó là một sự kết hợp hài hòa giữa tính cổ điển phương Tây và tính ước lệ Trung Quốc. Bức "Bách mã đồ" của Lý Long Miên đời Tống vẽ 100 con ngựa mà người xem có thể đoán tính của từng con một. Hàn Cán đời nhà Đường là người lột tả được tướng ngựa. Ngựa do Hàn Cán vẽ ra đạt được mọi thứ tướng quý của loài ngựa. Ngoài ra, bức tranh ngựa nổi tiếng nhất của Hàn Cán là Chiếu dạ bạch đồ, thể hiện hình ảnh một con ngựa trắng tương truyền ngời sáng trong đêm - một trong những con ngựa quý nhất của vua Đường Huyền Tông.
Ở Việt Nam và một số nước châu Á như Trung Quốc, Nhật Bản, Hàn Quốc, tranh ngựa đã xuất hiện từ hàng trăm năm nay. Ngựa là một trong số những loài vật được mô tả khá sinh động trên tranh, tượng dân gian Việt Nam. Ngựa có mặt trên các phù điêu gỗ, đá ở các đền miếu và trên tranh làng Hồ và Hà thành từ xa xưa, đặc biệt là trong các đồ thủ công mỹ nghệ. Tranh, tượng về ngựa rất phong phú, đa dạng, không chỉ giới hạn ở nơi thờ tự, trong cung đình mà còn phổ biến ra ngoài dân gian. Vào dịp Tết đến, người dân thường sắm tranh Tết về trang trí trong nhà để đón xuân, trong đó có tranh con ngựa. Tranh dân gian về ngựa tại các tỉnh miền trung còn gọi là tranh ông Ngựa, tranh dân gian phong phú nhất thì phải ra các tỉnh vùng đồng bằng Bắc Bộ. Tranh dân gian Đông Hồ về ngựa rất sinh động và có cốt truyện. Tranh Đông Hồ nổi tiếng với bản khắc đường nét khoẻ khoắn trên gỗ thị, in trên nền giấy dó, phủ bột vỏ con sò, con điệp, Trong tranh dân gian con ngựa ghi ấn tượng manh mẽ, sâu sắc nhất là Ngựa Thánh của ông Gióng.
Ngựa tạo hình dân gian đã tham gia vào cuộc sống xã hội của con người, như con ngựa hồng vui vẻ đang nhịp bước trong tác phẩm tranh Đông Hồ Đám cưới chuột(hay còn gọi là Ông nghè vinh quy). Ở bức tranh Quang Trung, chú ngựa chiến được khắc họa hết sức cao lớn oai hùng. Con chiến mã với bộ vó chắc khỏe đang mở to đôi mắt, đăm đăm nhìn phía trước với cái mõm hé mở và đôi cánh mũi dường như đang phập phồng. Loại ngựa chiến ấy cũng được thấy trong tranh Phù Đổng Thiên Vương đại phá giặc Ân. Toàn thân chú ngựa đang tung vó trên chiến trận được khắc họa đỏ rực như than hồng toát lên một khí thế hùng dũng oai phong. Hình ảnh con ngựa còn có thể bắt gặp trong nhiều tranh dân gian khác của tranh Đông Hồ, tranh Hà Nội. Ở nhiều tranh thờ, ngựa hồng được thay bằng ngựa trắng hay đôi khi bằng ngựa ô. Sự thay đổi màu lông hẳn có những lý do tín ngưỡng nhất định.
Ngựa tạo hình dân gian còn được chạm trổ trên hương án chùa Bút Tháp vào thế kỷ XVII, trên văn in lại chùa Tây Mỗ (Hà Tây) thuộc thế kỷ XIX.Chúng ta cũng có thể bắt gặp những chú ngựa vượt qua hoa lá được chạm đá trên văn bia tại chùa Linh Quang (Hải Phòng) hoặc khỉ cưỡi ngựa (chùa Tây Mỗ), ngựa đá nhau (chùa Bút Tháp, Bắc Ninh). Tuy vậy, hình tượng ngựa xuất hiện sớm nhất của mỹ thuật Việt Nam là vào khoảng giữa thế kỷ XI ở chùa Phật Tích (Bắc Ninh). Ngựa còn thấy xuất hiện trên đài sen, ở đất Phật, được Phật giác ngộ rồi tự nguyện chở kinh đi khắp nơi để giáo hóa chúng sinh. Ngựa thờ bằng gốm men thời Lý cũng được tìm thấy ở chùa Phật Tích. Sau thời nhà Lý, đạo Phật có phần suy vi, hình tượng con ngựa cũng vì thế mà ít được thấy trong nghệ thuật đương thời.
Đến thế kỷ XVI, khi giai đoạn mở đầu của nghệ thuật dân dã phát triển thì con ngựa mới xuất hiện với tư cách là con vật linh thiêng có cánh trên lưng (đình Tây Đằng, Hà Tây). Ở thời nhà Mạc, con ngựa đã trở thành Long Mã với đầu rồng, thân ngựa, vẩy cá chép, chân hươu, đuôi bò (chùa Trà Phương, Hải Phòng). Long Mã có nguồn gốc gắn với nguồn nước, biểu hiện cho ý chí tung hoành ngang dọc của thánh nhân. Sang thế kỷ XVII, hình tượng ngựa càng phổ biến, có khi được tạo tác bằng đá, lớn hơn kích thước ngựa thật (mộ quận Đăng ở Thanh Hóa năm 1629) hay là nhóm tượng giám mã (đình Hương, Bắc Ninh) đầu thế kỷ XVIII, Ngựa thờ ở mồ mả là để làm tăng thêm sự giàu sang, phú quý của chủ nhân.
Hình ngựa chạm khắc ở đình miếu đôi khi là hình dáng của loại ngựa để các tướng lĩnh cưỡi khi đấu võ (đình Nội, Bắc Ninh). Phổ biến nhất là loại ngựa thờ như "vân mã" (ngựa bay trên mây), "mã hầu" (khỉ ngồi trên đuôi ngựa), hay các loại ngựa bạch, ngựa hồng để biểu hiện cho quan hệ âm-dương, nóng-lạnh, lửa-nước. Hình ảnh ngựa tường hồi chùa Hưng Ký, Hà Nội Vào cuối thế kỷ XVII, con ngựa đứng dưới lọng đã xuất hiện ở cung đình, sau đó phổ biến ra ngoài dân gian.Cảnh ngựa đá đứng chầu với voi đá ở các lăng miếu thời nhà Nguyễn cũng rất phổ biến. Hình ảnh con ngựa đã in sâu vào tâm trí của nghệ sĩ dân gian, chứng tỏ họ rất yêu thích, quý mến loài ngựa, muốn biến hình ảnh con ngựa thành một hình tượng nghệ thuật có tầm vóc ngang hàng với những linh vật khác được tôn thờ ở Việt Nam.
Hình tượng ngựa của Việt Nam cổ nhất có thể tìm thấy qua những nét vẽ còn để lại trong những viên gạch (vẽ để làm khuôn đúc) thuộc mỹ thuật Đại La được phát triển trong thời Bắc thuộc (từ thế kỷ II trước Công nguyên đến thế kỷ X). Trong mỹ thuật Đại La người ta cũng tìm thấy nhiều di tích vẽ ngựa khác hoặc in trên những mảnh gốm, hoặc đúc thành những mảnh trang trí nhỏ gắn vào các kiến trúc đời này. Tượng đồng ngựa xưa nhất lại tìm thấy trên các vật dụng thờở Huế từ thế kỷ thứ XI. Những bức phù điêu chạm gỗ thông trên các đình làng thế kỷ XVII và đầu thế kỷ XVIII.

## Trong chiến tranh

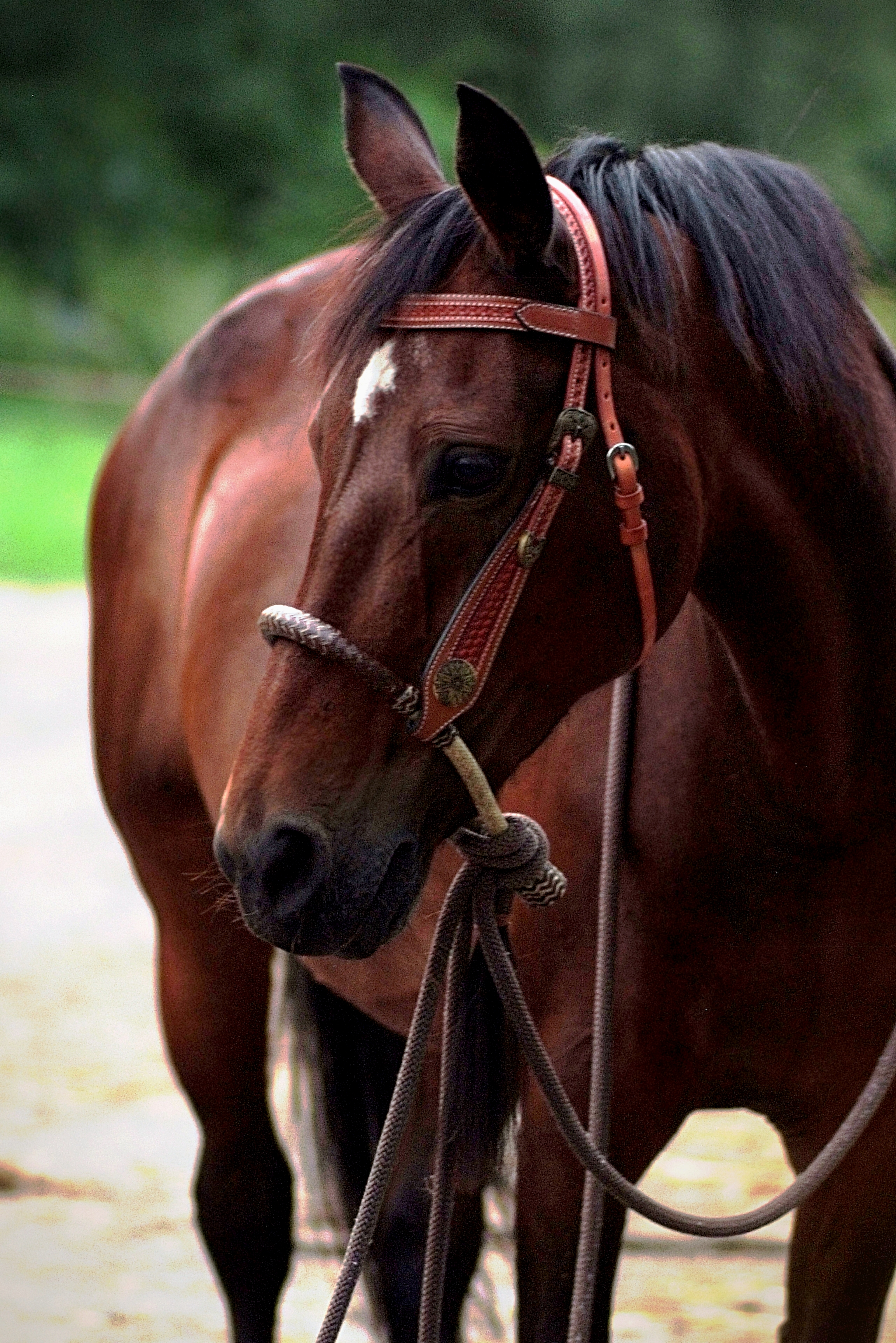
Ngựa được thuần hóa để sử dụng trong chiến tranh từ sớm

Ngựa gắn liền với chiến tranh, với hình ảnh của kỵ binh, các kỵ sĩ, hiệp sĩ Tây Phương và các dũng sĩ, chiến binh của miền thảo nguyên, đại mạc. Rất nhiều đội kỵ binh đã vượt hàng vạn dặm đất đai mệnh mông, núi non hiểm trở, từ nước này sang nước khác như những đội kỵ binh các nước Mông Cổ, Ả rập, du mục lừng danh trong lich sử. Ngựa gắn liền với hình ảnh của các võ tướng, danh tướng, rất nhiều danh tướng từ cổ chí kim, từ đông sang tây khi được tái hiện, biết đến với hình ảnh đang cưỡi ngựa. Trong các cuộc chiến tranh thời cổ cho đến thời kỳ cận đại, ngày trước, ngựa chiến, giáp trụ, vũ khí là sinh mệnh của võ tướng trên sa trường. Nhiều đơn vị chiến đấu lấy con ngựa làm trung tâm như: Chiến xa (xe ngựa kéo trong chiến tranh), lực lượng kỵ binh, kỵ xạ, thám mã, khoái mã (lực lượng thông tin). Trong các cuộc chiến, việc chiến đấu trên lưng ngựa làm người ta sản sinh ra nhiều thế chiến đấu võ thuật trên lưng ngựa mà một trong thế võ thuật trứ danh là tuyệt chiêu Hồi mã thương của Dương gia tướng.
Con người thuần hóa ngựa sớm nhất cách đây 5.500 năm ở Kazakhstan và sự phổ biến của ngựa trên khắp lục địa Á - Âu đã sớm dẫn đến việc sử dụng chúng trong chiến tranh quy mô lớn. vào thời đại đồ đồng (khoảng 3000 năm trước Công nguyên), nhiều bộ lạc châu Á rồi sau đó là Bắc Âu và Tây Âu đã bắt đầu thuần hoá ngựa hoang. Họ buộc chúng vào xe và cưỡi trên lưng chúng. Những ai có ngựa nuôi thường đi được xa hơn, buôn bán với các bộ lạc khác thuận lợi hơn, săn bắn được xa hơn và bắt đầu tiến hành chiến tranh để cướp đất đai. Người Ai Cập và Trung Quốc cổ đại đã sử dụng xe ngựa kéo như một dạng chiến đấu cơ ổn định, trước khi sáng chế ra một yên cương và bàn đạp giúp tăng hiệu quả chiến đấu của chiến mã và giữa cho người cưỡi giữ thăng bằng, ổn định và không bị ngã ngựa. Các hiệp sĩ mặc áo giáp trên lưng ngựa với một thanh kiếm hoặc giáo, thương, đại đao hoặc các vũ khí đánh xa khác có thể gây nguy hiểm và chống lại hầu hết các loại lính chạy bộ.
Bằng chứng khảo cổ học đầu tiên về sử dụng loài ngựa trong chiến tranh có từ 4000-3000 năm TCN tại các vùng thảo nguyên của lục địa Á Âu (ngày nay là Ukraine, Hungary, and Romania). Không lâu sau khi thuần hóa ngựa, người dân ở các địa điểm này đã bắt đầu sống với nhau trong thị trấn tăng cường lớn để bảo vệ khỏi sự đe dọa của cướp cưỡi ngựa, những kẻ có thể tấn công và tẩu thoát nhanh hơn những cư dân có lối sống định canh định cư
Người du mục và loài ngựa gắn bó với nhau trên các thảo nguyên và sự lan rộng ngôn ngữ Ấn-Âu ở Đông Âu ngày nay là kết quả của sự chinh phục các bộ lạc và các nhóm người khác. Việc sử dụng ngựa trong tổ chức chiến tranh cũng đã được lịch sử ghi nhận từ sớm. Một trong những mô tả đầu tiên là tấm minh họa chiến tranh về trận Standard of Ur, đế chế Sumer, 2500 năm TCN, cho thấy ngựa đang kéo cỗ xe bốn bánh. Việc sử dụng chiến thuật ổn định từ ngựa chiến được đóng yên cương và bàn đạp chân đã cho phép người Mông Cổ có thể tấn công và bắn tên hiệu quả từ trên lưng ngựa (nhất là các kỵ xạ), đồng thời đem đến cho họ sự linh động để chinh phục phần lớn các vùng đất đã biết đến trên thế giới. Sự xuất hiện của ngựa trên các chiến trường thường báo hiệu sự khởi đầu của kết thúc đối với các nền văn minh thiếu phương tiện hỗ trợ quân lính tương tự. Vai trò chính của ngựa trên chiến trường vẫn không giảm sút cho tới kỷ nguyên chiến tranh hiện đại, khi xe tăng và súng máy nhập cuộc.
Trong lịch sử có nhiều con ngựa vang danh lịch sử như con ngựa Bucephalas của Alexandros Đại đế, ngựa Xích Thố (hay Xích Thố mã) của Lã Bố và Quan Vân Trường, ngựa Đích Lư của Lưu Bị, con ngựa trắng của Julius Caesar con ngựa ô (Ô Truy) của Hạng Vũ, của Nguyễn Hữu Cầu, lãnh tụ nông dân khởi nghĩa chống chúa Trịnh, ngoài ra có thể kể đến con ngựa sắt của Phù Đổng Thiên Vương trong truyền thuyết Việt Nam và con ngựa thành Troia của người Hy Lạp. Kinh đô tại Huế đã ghi nhận một số hoạt động khá phong phú của ngựa, dù thời này ngựa ít được dùng vào hoạt động quân sự. Tuy nhiên, trong hoạt động quân sự, ngựa thời Nguyễn không để lại dấu ấn gì đậm nét. Phần lớn việc sử dụng ngựa và mã binh chỉ tập trung vào công việc vận tải, phát chuyển thư tín, công văn, giấy tờ; dùng vào các dịp tế lễ như lễ tế Xã tắc, tế Giao… và trở thành đội nghi thức của triều đình cùng một số hoạt động khác.

## Trong võ thuật
Trong võ thuật, võ ngựa cũng đóng một vị trí rất quan trọng. Ngựa là một trong thập nhị hình (Long, Hổ, Xà, Hạc, Hầu, Mã, Báo, Sư, Miêu, Tượng, Gấu, Đường Lang). Tuy không có một bài võ ngựa hoàn chỉnh nhưng các đòn đánh của võ ngựa lại phổ biến trong các bài đánh đi kèm với binh khí (như thương, đao, kiếm, roi) và các thế đá nghịch mã. Lối đánh của võ ngựa đòi hỏi kỹ thuật cao. Đặc điểm nổi trội nhất của võ ngựa đó là sự nhanh nhẹn, bất ngờ, mang tính sát thương cao, triệt hạ đối phương. Hầu hết trong chiến tranh, thời cổ trung đại thì kỵ binh luôn là lực lượng chủ lực, quyết định sự thắng bại trên chiến trường. Cũng chính vì vậy, võ ngựa được ra đời và phổ biến từ rất sớm. Võ ngựa nổi trội nhất đó chính là cách di chuyển như di mã, phi mã độc đáo, các thế đánh thì thế hồi mã, nghịch mã, hậu mã đều là thế độc thủ.
Người ta đã dùng ngựa để di chuyển trong chiến đấu, đến việc mô phỏng hình ảnh con ngựa để sáng tạo ra các đòn đánh, thế đánh hữu dụng, điểm độc đáo nhất của võ ngựa phải kể đến các thế đá nghịch mã, các thế hồi mã cùng với sự kết hợp nhuần nhuyễn giữa các thế võ ngựa và cách di chuyển chiến đấu của ngựa tạo nên những thế đánh độc đáo và đầy sức mạnh. Trong các thế di chuyển độc đáo nhất là thế di mã và thế phi hành mã. Các thế di chuyển này luôn được kỵ binh thời xưa ứng dụng nhằm tận dụng tốc độ và sức mạnh của ngựa để di chuyển, luồn lách trong chiến đấu, tạo ra sự lấn lướt, tiếp cận và tiêu diệt kẻ thù.
Phần quan trọng nhất của võ ngựa đó chính là các đòn, thế mô phỏng hình ảnh con ngựa. Võ học gọi thủ pháp ngựa tức là thủ pháp đảo mã. Hiện có 3 thủ pháp đảo mã cơ bản gồm, trực tiền mã - di chuyển phía trước; âm dương mã - cách di chuyển hai bên và hậu mã - ngựa lùi. Các bộ pháp của ngựa như mã tấn (thế đứng ngựa), thủ mã (thế thủ của ngựa), hợp mã (các bộ pháp kết nối của ngựa), mã cước (cú đá của ngựa), đỉnh cao nhất là các thế đá nghịch mã cước (đá hậu). Trong chiến đấu, các thủ pháp đảo mã được ứng dụng để phá thế của đối phương và tạo thế tung những đòn nghịch mã. Tất cả các thủ pháp di chuyển đều tạo điều kiện để thực hiện các đòn nghịch mã cước - đá hậu là tinh hoa của võ ngựa. Đến nay, có ba cú đá cơ bản và quan trọng nhất 
- Đòn Lạc mã cước, đây là cú đá khi đối phương tấn công, ta vặn người sang bên và thực hiện cú đá hậu khiến đối phương bất thần.
- Đòn nghịch mã cước: Cú đá này vừa để hoá giải địch thủ, vừa để tấn công địch thủ, tấn công đối phương một cú đá, bị bắt chân, ta phản đòn bằng cách tung người trên không, đá ngược về phía sau làm đối phương ngã vật về phía sau
- Cú đá Bạt mã cước: Khi đối phương tấn công bằng một đòn đá (đòn cước), ta dùng nhu quyền (tay) để cản phá, vô hiệu, và tung lên ngọn cước sấm sét vào mặt đối phương và bay lên trên không một cú đá úp sọt quật ngã đối phương.

Đòn hồi mã là tuyệt kỹ của các dũng tướng. Đòn hồi mã thương là đòn đánh tổ hợp, công thủ với nhiều biến ảo. Khi đối phương rượt đuổi trên chiến trường, ta ngoắt thương về phía sau để khống chế đòn đánh của đối thủ, rồi dùng một đòn hồi mã thương trên đỉnh đầu. Tiếp đó, dùng thương đánh vào yết hầu đối phương và quặt xuống hạ đan phóng vào hạ bộ. Đòn nghịch mã đao, được dùng khi đối phương tấn công bằng một đòn chém trên đỉnh đầu. Khi đang thế phi ngựa tiến hành cân bằng đao thượng thủ (đưa ngang trên đỉnh đầu để hoá giải đòn chém đòn bổ đầu của đối phương). Sau đó, dùng đòn chém xung thiên (Loan đao chém hình vòng cung từ trước ra sau theo hướng nhằm đầu của đối phương). Đòn hồi mã kiếm (trong cưỡi ngựa dùng song kiếm), dùng thế thượng trấn hậu triệt, hoành đảo tàng vân. Trong thế này, thượng trấn hậu triệt, một thế hoành đảo tàng vân, tiến đến thượng đỉnh, hậu thích.

## Trong đời sống
Người Trung Quốc gọi ngựa là Mã, Nhật Bản gọi là Uma, tên Phạn của nó là Asu có nghĩa là "mau lẹ", còn tên Ariăng của nó là Asuba có nghĩa là "chạy". Ở Trung Quốc, có dòng họ Mã lấy theo tên ngựa, trong đó có nhiều người nổi danh như Mã Viện, Mã Đằng, Mã Siêu, Mã Anh Cửu. Trong ngôn ngữ xuất hiện cụm từ thiên lý mã để chỉ những con ngựa chạy nhanh nghìn dặm, phi ngựa là cưỡi ngựa chạy như bay. Có cả cụm từ lạm phát phi mã để chỉ nạn lạm phát không kiềm chế nổi. Người ta vẫn lấy sức ngựa (mã lực) làm tiêu chuẩn tính sức mạnh của động cơ... trước pháp đình, tội phạm hay cho trước vành móng ngựa.
Ở Việt Nam, đôi khi ngựa còn là biểu tượng cho sức mạnh tình dục của phái nữ, từ lóng "con ngựa", hay "con đĩ ngựa", quá ngựa dùng để ám chỉ về những người phụ nữ có sức mạnh tình dục cao, hiếu dục trong khi đó đàn ông thì người ta thường sử dụng hình ảnh con dê. Ngoài ra các loài vật liên quan để ví von về tình dục của con người như con chó (chó cái), con gà, con heo. Trong trò chơi số đề, người chơi đề có rất nhiều cách đoán kết quả, người bình dân thì nằm mơ, thấy con gì đánh vào con đó, trong đó con ngựa ứng với các số 12 - 52 - 92.

## Trong phong thủy
Do được sử dụng phổ biến, lâu dài, mang giá trị vật chất đa dạng và mật thiết nên ngựa cũng tạo giá trị tinh thần phong phú, ảnh hưởng sâu rộng đến tâm linh và đời sống văn hóa - nghệ thuật của người Việt Nam. Tín ngưỡng cổ truyền quan niệm có nhiều vị thần cưỡi ngựa du hành hoặc cùng ngựa góp sức tạo ra, điều chỉnh, chuyển hóa năm bản nguyên thế giới: Kim (kim loại), mộc (cây cối), thủy (nước), hỏa (lửa), thổ (đất). Tại các đình, đền, chùa, hai bên thường thờ hai con ngựa gỗ giống nhau nhưng khác màu (một con màu trắng, một con màu đỏ), tượng trưng cho uy linh, sự tôn nghiêm và tính cân xứng.
Theo phong thủy, con ngựa là không những là con vật trung thành nhất, ngựa còn là biểu tượng của sự kiên nhẫn, bền bỉ, lâu dài, là con vật mang lại sự may mắn, tài lộc.Một trong những biểu tượng Ngựa Phong Thủy thường thấy là hình ảnh Ngựa phi nước đại (hay "Lộc Mã"). Biểu tượng này tượng trưng cho sự phát đạt trong kinh doanh, sự nhanh nhạy và tăng tiến trong tiền tài. Ngựa phi nước đại còn hàm ý về sự đi xa, nên rất thích hợp cho những người hay đi công tác lâu ngày hoặc bôn ba đây đó. Đây là một vật khí không thể thiếu cho những doanh nhân thường xuyên đi xa.
Đôi ngựa - Hình ảnh đôi ngựa đồng mang nguyên khí của Kim, đem lại tài lộc, công danh, hóa giải sát khí của sao Nhị - Ngũ hành Thổ vốn đem lại họa về bệnh tật, sa sút trong vận 8 là hung khí. Tam ngựa - mang nguyên khí của Thổ, đem lại tài lộc, công danh và phát huy thổ khí. Tám ngựa - Mã đáo thành công. Tám ngựa mang nguyên khí của vận 8 nên rất mạnh. Mã thượng phong hầu (Tượng một con khỉ trên lưng con ngựa) - để mong ước cho việc thăng quan tiến chức, thường được đặt ở bàn làm việc. Hình ảnh ngựa cụt đuôi hay ngựa cột đuôi (ngựa đuôi bím hoặc là ngựa đuôi tó) là hình ảnh phú quý xa hoa bắt nguồn từ lối sống vương giả của các bậc vua tôi, thời nhà Đường, Trung Hoa cổ: tết đuôi ngựa của các cung phi thành các bím, sau đó búi gọn (búi tó) lên thành có bó ngắn trông như bị cụt. Tượng ngựa cụt đuôi mang tính biểu trưng cho sự cầu mong giàu sang, phát phú phát quý của gia chủ.

## Thành ngữ
Trong tục ngữ, ca dao Việt Nam, ngựa cũng là con vật rất quen thuộc được sử dụng nhiều như:
- Một con ngựa đau, cả tàu bỏ cỏ: Nói về tình đoàn kết
- Mã đáo thành công: Câu chúc may mắn, thành công
- Ngựa non háu đá: Chỉ những người trẻ tuổi thường có tính cách hung hăng, thiếu chín chắn
- Cưỡi ngựa xem hoa
- Ngựa chứng là ngựa hay: nói những người có tài thường có những tật xấu
- Ngựa quen đường cũ: Chứng nào tật ấy
- Ngưu tầm ngưu mà tầm mã: Chỉ việc những người giống nhau thường tập hợp lại với nhay, tìm đến nhau
- Đầu trâu mặt ngựa: Câu này dùng để chỉ những kẻ vô lại, kẻ đại bất lương.
- Thẳng như ruột ngựa: Nói về việc không úp mở, thẳng thắn vào đề luôn[25]
- Ngựa xe như nước, áo quần như nêm: Câu này dùng để chỉ việc có nhiều người qua lại
- Ngựa lồng cóc cũng lồng: Chỉ sự đua đòi bắt chước một cách lố bịch kệch cỡm.
- Da ngựa bọc thây: Câu này thời xưa dùng để nói về một người lính đã ngã xuống trên chiến trường
- Đơn thương, độc mã (một ngựa với một cây thương): Chỉ người một mình chống lại khó khăn, không có sự trợ giúp của ai.
- Thiên binh vạn mã
- Chiêu binh mãi mã
- Một mình một ngựa: Chỉ sự đơn độc
- Một lời nói ra bốn ngựa khó tìm (Nhất ngôn ký xuất tứ mã nan truy): Câu này có nghĩa là một lời nói vô ý khi ra khỏi miệng rất khó có thể lấy lại được.
- Tái ông mất ngựa: Chỉ trong cái rủi có cái may.
- Bóng ngựa qua cửa sổ: Bóng ngựa hay bóng câu (Bạch câu có nghĩa là con ngựa non sắc trắng) lướt qua khe cửa là nhằm để chỉ sự trôi nhanh của thời gian.
- Có mặt nào dài hơn ngựa
- Đường dài mới hay sức ngựa: Câu này ý nói, cùng với thời gian, người ta có thể được những phẩm chất ta một người nào, nhất là khi ở với nhau thường xuyên.
- Mặt dài như ngựa
- Thay ngựa đổi chủ: Câu ngày dùng để chỉ một người rời bỏ một phe phái để đi theo một phe phái khác.
- Thay ngựa giữa dòng: Liên hệ với sự kiện đảo chính truất Ngô Đình Diệm theo chỉ đạo của Mỹ
- Ngựa về ngược
- Voi dày ngựa xé
- Tứ mã phân thây
- Làm thân trâu ngựa
- Kiếp trâu ngựa
- Ra sức khuyển mã
- Công lao hãn mã
- Ngựa nào gác được hai yên: Chỉ việc người ta không thể đồng thời phụng sự hai sự nghiệp lớn. Câu này tương đương với " Một gáo, hai chĩnh".
- Chạy như ngựa vía: ý nói chạy rất nhanh.
- Lên xe, xuống ngựa
- Được đầu voi đòi đầu ngựa: Nói về người có lòng tham không đáy
- Hồ Mã tê Bắc phong (Ngựa Hồ hí gió bấc)
- Bạch Mã phi Mã (Chữ Hán: 白馬非馬; Ngựa trắng không phải là ngựa), một câu đầy tính triết học của Công Tôn Long
- Mồm chó vó ngựa
- Khuyển mã chí tình